# Gabriele Cazzola
Gabriele Cazzola (Bologna, 30 giugno 1953) è un regista e autore televisivo italiano.
Autore e regista televisivo, ha operato per conto dei maggiori network televisivi italiani (Rai Mediaset, Sky) e pubblicato molteplici DVD, per artisti internazionali. Ha anche lavorato come autore e regista teatrale.

## Biografia
Fino agli anni ottanta si occupa di teatro, pubblicando diversi saggi di storia del teatro rinascimentale italiano e di teatro orientale su riviste come Quaderni medievali e Biblioteca teatrale.
Nel 1990 pubblica per l'editore Bulzoni il libro L'attore di Dio - conversazioni balinesi un testo sullo spettacolo e sul rapporto teatro-rito nella civiltà balinese, basato su ricerche sul campo e testimonianze di artisti locali.
Specializzato in documentaristica e nella regia televisiva-musicale, collabora regolarmente con grandi artisti internazionali tra cui Riccardo Muti col quale ha realizzato una serie di documentari e di DVD.
Ha anche realizzato diversi documentari per Mediaset La macchina del tempo e altri, programmi culturali e di costume.
Recentemente ha creato il marchio OPERA VIDEO(http://www.opera-video.com Archiviato il 28 agosto 2011 in Internet Archive.).
"opera video è una struttura creativa dedicata alla realizzazione di programmi televisivi di cultura e di divulgazione, documentari, registrazioni dal vivo di Eventi, Concerti, Opere liriche per televisione, DVD e cinema. Dal reportage al grande documentario, la finalità di Opera Video è sempre quella di ottenere la massima qualità di immagine e di contenuti."

## Regie principali

### Musica leggera
- Franco Battiato, Concerto di Baghdad[4]
- Franco Battiato, L'Imboscata Tour 1997[5]
- Ligabue, Lambrusco, Coltelli, Rose & Popcorn[6]
- Pitura Freska, Miga bae![7]
- Nomadi, Gente come noi[8]
- Litfiba, El diablo tour[9]
- Francesco De Gregori, De Gregori , La vera storia del bandito e del campione e altri
- Paolo Conte, Il concerto al Teatro Smeraldo di Milano
- Nirvana, Nirvana in concert Rome 1992
- Ray Charles,  Ray Charles: concerto in Portofino
- B.B. King,  B.B, King in concert at Pistoia Blues Festival

### Musica classica e cultura
- Riccardo Muti, Muti incontra Dvorak[10]
- Riccardo Muti,  Muti incontra Schubert,[11]
- Jules Massenet, Werther,[12], regia teatrale Liliana Cavani, Scene Dante Ferretti, con Julia Gertseva e Andrea Bocelli
- Giuseppe Verdi, Nabucco direttore Daniel Oren[12]
- Antonio Vivaldi, The four seasons at the magnificent venetian villas[13]
- Antonio Vivaldi, Gloria & other sacred music[14], at the Basilica di San Marco in Venice and Cappella degli Scrovegni in Padua
- Gaetano Donizetti, Don Pasquale conductor Riccardo Muti
- Claudio Bisio, I bambini sono di sinistra[15]
- "Pianse ed amò per tutti - Giuseppe Verdi e Riccardo Muti" " Documentario
- "Ernani" di Giuseppe Verdi - direttore Riccardo Muti - Regia teatrale Hugo De Ana
- "Simon Boccanegra" di Giuseppe Verdi - Direttore Riccardo Muti - Regia teatrale Adrian Noble - Scene Dante Ferretti
- Muti prova La traviata[16]

### Regie teatrali
Ciao signor G. (Tributo a Giorgio Gaber)